# Ettore Tedesco
Ettore Tedesco (Roma, 22 maggio 1887 – ...) è stato un politico italiano.

## Biografia
Figlio di Francesco Tedesco e padre di Giglia Tedesco Tatò, fu deputato liberale nella XXV legislatura del Regno d'Italia (1 dicembre 1919 - 7 aprile 1921).